# Diplodina equiseti
Diplodina equiseti är en svampart som beskrevs av Sacc. 1905. Diplodina equiseti ingår i släktet Diplodina och familjen Gnomoniaceae.   Inga underarter finns listade i Catalogue of Life.